# Haus der Stadtgeschichte (Waiblingen)

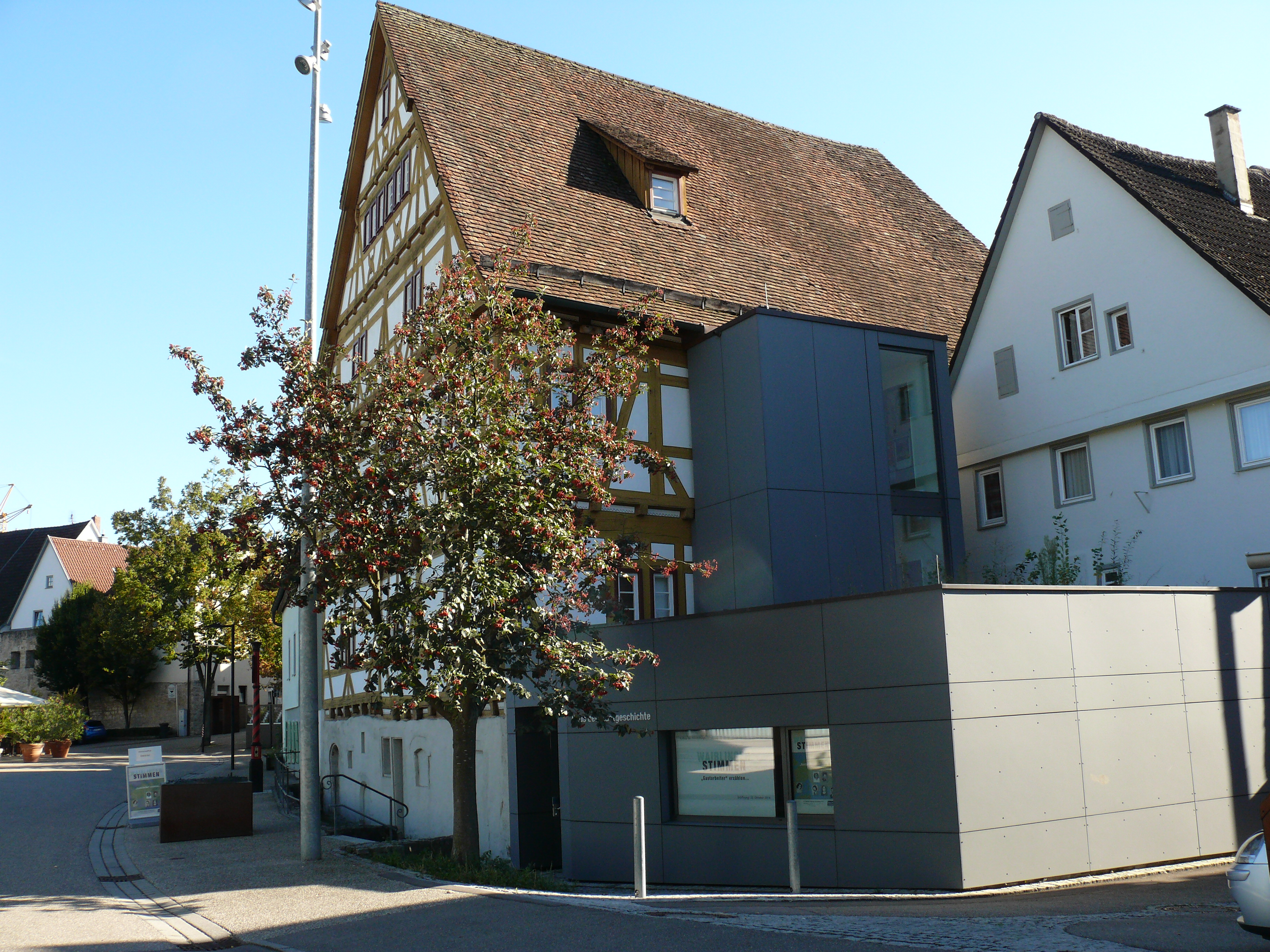
Haus der Stadtgeschichte

Das Haus der Stadtgeschichte befindet sich in einem Fachwerkhaus am Rande der Altstadt von Waiblingen.

## Geschichte

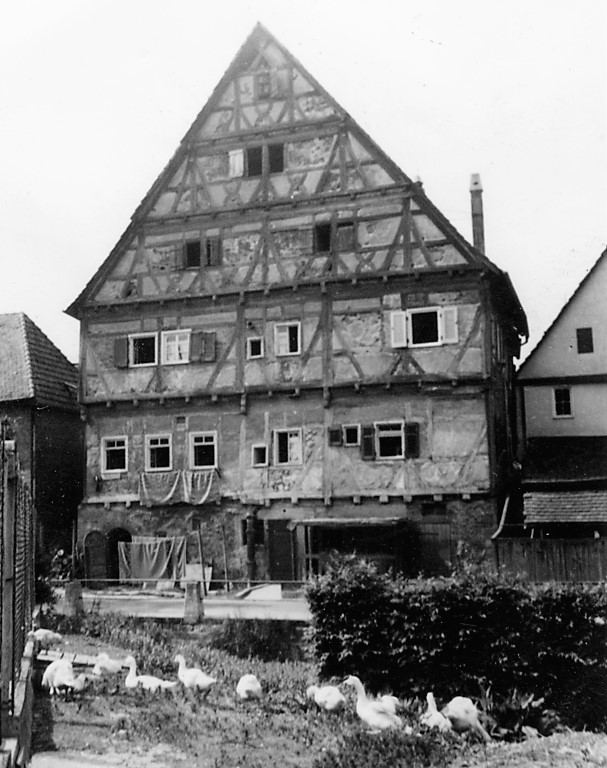
Haus der Stadtgeschichte in den 1950ern

Das Gebäude, welches sich in der ehemaligen Gerbervorstadt befindet und auch als großes Haus bekannt ist, ist das älteste erhaltene profane Gebäude Waiblingens. Dieses wurde zwischen 1549 und 1553 errichtet. Es überstand den Stadtbrand von 1634 durch seine Randlage. Nach 1720 erfolgte die Nutzung hauptsächlich durch Weinbauern. Das Gebäude ist seit 1983 in Besitz der Stadt Waiblingen. 1992 wurde das Gebäude durch den Europa-Nostra-Preis für die denkmalgerechte Sanierung ausgezeichnet. Heute wird es als Museum zur Stadtgeschichte genutzt. Außerdem beherbergt es die Geschäftsstelle des Heimatvereins Waiblingen.